# Нижні Бішинди
Нижні Бішинди́ (рос. Нижние Бишинды, башк. Түбәнге Бишенде) — село у складі Туймазинського району Башкортостану, Росія. Входить до складу Верхньобішиндинської сільської ради.
Населення — 744 особи (2010; 668 у 2002).
Національний склад:
- башкири — 69 %
- татари — 27 %